# Еперре
Еперре́ (фр. Eperrais) — колишній муніципалітет у Франції, у регіоні Нормандія, департамент Орн. Населення — 109 осіб (2011).
Муніципалітет був розташований на відстані близько 145 км на захід від Парижа, 110 км на південний схід від Кана, 34 км на схід від Алансона.

## Історія
До 2015 року муніципалітет перебував у складі регіону Нижня Нормандія. Від 1 січня 2016 року належав до нового об'єднаного регіону Нормандія.
1 січня 2017 року Еперре, Ле-Ге-де-ла-Шен, Ориньї-ле-Бютен, Ла-Перр'єр, Сент-Уан-де-ла-Кур i Сериньї було об'єднано в новий муніципалітет Бельфорет-ан-Перш.

## Демографія
Динаміка населення (EHESS і INSEE ):
Розподіл населення за віком та статтю (2006):
| Стать | Всього | До 15 років | 15-24 | 25-44 | 45-64 | 65-85 | Понад 85 |
| --- | ------ | ----------- | ----- | ----- | ----- | ----- | -------- |
| Чоловіки | 68     | 12          | 4     | 16    | 16    | 20    | 0        |
| Жінки | 44     | 4           | 4     | 8     | 20    | 8     | 0        |
| \| Статево-вікова піраміда \| Статево-вікова піраміда \| Статево-вікова піраміда \| \| ----------------------- \| ----------------------- \| ----------------------- \| \| Чоловіки \| Вік \| Жінки \| \| 0 \| 85 + \| 0 \| \| 4 \| 80-84 \| 0 \| \| 4 \| 75-79 \| 8 \| \| 4 \| 70-74 \| 0 \| \| 8 \| 65-69 \| 0 \| \| 0 \| 60-64 \| 4 \| \| 8 \| 55-59 \| 8 \| \| 4 \| 50-54 \| 4 \| \| 4 \| 45-49 \| 4 \| \| 8 \| 40-44 \| 4 \| \| 0 \| 35-39 \| 0 \| \| 4 \| 30-34 \| 4 \| \| 4 \| 25-29 \| 0 \| \| 4 \| 20-24 \| 0 \| \| 0 \| 15-20 \| 4 \| \| 4 \| 10-14 \| 0 \| \| 8 \| 5-9 \| 4 \| \| 0 \| 0-4 \| 0 \| |        |             |       |       |       |       |          |
| Статево-вікова піраміда |        |             |       |       |       |       |          |
| Чоловіки | Вік    | Жінки       |       |       |       |       |          |
| 0 | 85 +   | 0           |       |       |       |       |          |
| 4 | 80-84  | 0           |       |       |       |       |          |
| 4 | 75-79  | 8           |       |       |       |       |          |
| 4 | 70-74  | 0           |       |       |       |       |          |
| 8 | 65-69  | 0           |       |       |       |       |          |
| 0 | 60-64  | 4           |       |       |       |       |          |
| 8 | 55-59  | 8           |       |       |       |       |          |
| 4 | 50-54  | 4           |       |       |       |       |          |
| 4 | 45-49  | 4           |       |       |       |       |          |
| 8 | 40-44  | 4           |       |       |       |       |          |
| 0 | 35-39  | 0           |       |       |       |       |          |
| 4 | 30-34  | 4           |       |       |       |       |          |
| 4 | 25-29  | 0           |       |       |       |       |          |
| 4 | 20-24  | 0           |       |       |       |       |          |
| 0 | 15-20  | 4           |       |       |       |       |          |
| 4 | 10-14  | 0           |       |       |       |       |          |
| 8 | 5-9    | 4           |       |       |       |       |          |
| 0 | 0-4    | 0           |       |       |       |       |          |

## Економіка
2010 року серед 62 осіб працездатного віку (15—64 років) 41 була активною, 21 — неактивною (показник активності 66,1%, у 1999 році було 85,5%). З 41 активної мешканців працювало 39 осіб (16 чоловіків та 23 жінки), безробітними було 2 (2 чоловіки та 0 жінок). Серед 21 неактивної 5 осіб було учнями чи студентами, 14 — пенсіонерами, 2 були неактивними з інших причин.

У 2010 році в муніципалітеті числилось 48 оподаткованих домогосподарств, у яких проживали 108,0 особи, медіана доходів виносила 18 647,5 євро на одного особоспоживача